# Tobogan (esport)

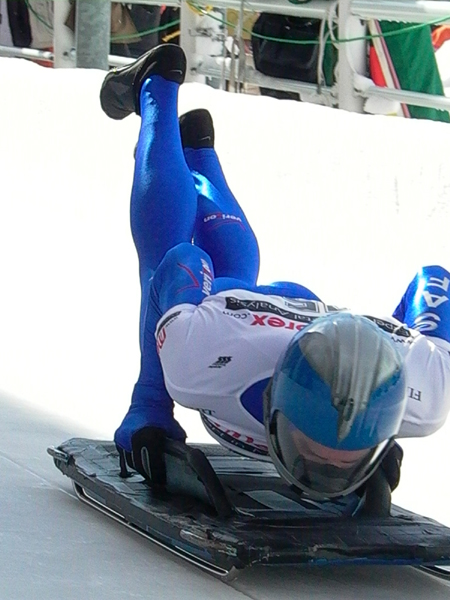
Brady Canfield campió dels EUA el 2003 d'skeleton.

El tobogan és un esport d'hivern, que forma part de la família d'esports de descens en trineu, juntament amb el bob i el luge. El tobogan és la modalitat més antiga de totes tres.

## Origen
El tobogan va néixer a finals del segle xix a la localitat suïssa de St. Moritz, quan un anglès anomenat Child introduí un nou trineu de metall amb una forma que recordava un esquelet humà i que a la llarga li atorgà el nom que té en anglès i que literalment, en català, vol dir esquelet. De forma oficial es començà a practicar al Club Alpí de Konigsee a Alemanya, on es pot trobar la pista de tobogan més antiga que existeix.

## Equipament
Talment com succeeix al luge i al bob, en aquest esport és molt important la sortida. És necessari aconseguir la major velocitat de sortida possible. Per aconseguir aquest objectiu s'usa un calçat especial de màxima adherència. Un cop aconseguida la màxima velocitat possible de sortida, en els primers quinze metres de recorregut, el pilot es tomba sobre el trineu boca terrosa i mirant endavant, tractant d'aconseguir la millor forma aerodinàmica possible.
El casc que s'utilitza té una protecció especial a la barbeta, degut al fet que aquesta queda molt a prop del terra. Respecte a l'equipament, avui en dia s'usen uniformes fabricats amb fibres sintètiques, que s'ajusten molt bé al cos proporcionant molt poca resistència a l'aire. Una altra característica és que no existeix ni volant ni timó. És l'esportista que fa girar el trineu, carregant el pes cap a un o costat o l'altre.

## Modalitat individual
A diferència del luge o el bob, al tobogan només existeix la modalitat individual. Les competicions es disputen en dues mànegues sumant-se els temps aconseguits en ambdues i guanyant el participant que totalitza menys temps. Es disputen proves masculines i femenines.

## Esport olímpic
Com a esport olímpic debutà l'any 1928 a St. Moritz, Suïssa. Posteriorment desaparegué del programa de competició fins als Jocs de 1948, de nou a St. Moritz. Un cop més fou exclòs del programa olímpic, durant un període de 54 anys, retornà als Jocs de 2002 a Salt Lake City, repetint als Jocs de Torí 2006 i Vancouver 2010.

## Catalans olímpics de tobogan
El primer pilot català de tobogan que es classificà per uns Jocs Olímpics fou Ander Mirambell, l'any 2010.